# Cantonul Villeurbanne-Centre
Cantonul Villeurbanne-Centre este un canton din arondismentul Lyon, departamentul Rhône, regiunea Rhône-Alpes, Franța.